# Ética del comportamiento
La ética del comportamiento o ética conductual es un campo de investigación social interdisciplinario entre psicología, ciencia cognitiva, neurociencia y biología evolutiva que busca comprender cómo se comportan las personas cuando se enfrentan a dilemas éticos. Se refiere al comportamiento que se juzga de acuerdo con las normas de comportamiento generalmente aceptadas.
Los puntos de vista filosóficos sobre la ética se han apoyado tradicionalmente en el razonamiento teórico y la introspección, con referencias pasajeras al comportamiento humano real pero la ética del comportamiento examina cómo tomamos decisiones morales y ofrece ideas sobre cómo podemos ser lo mejor que podemos ser. Sus hallazgos demuestran que a menudo las personas son influenciadas, inconscientemente, por el adoctrinamiento adquirido de instituciones sociales como la familia, la escuela o la religión, sesgos psicológicos, presiones organizacionales y factores situacionales que influyen en la toma de decisiones y pueden conducir a acciones antiéticas. De esta manera, intervenir en una situación éticamente desafiante significa que un individuo debe pasar por un nuevo aprendizaje y no completarlo desemboca en no comportarse éticamente.

## La ética del comportamiento en diferentes campos

### Enseñanza
La enseñanza de la ética del comportamiento podría decirse que es el "próximo gran avance" porque su investigación ha generado muchos nuevos conocimientos sobre por qué y cómo las personas eligen y actúan cuando se enfrentan a un problema ético. Puede decirse que es un objetivo establecido. Sin embargo, la ética del comportamiento se distingue del concepto de razonamiento moral porque el comportamiento ético está impulsado principalmente por un conjunto diverso de procesos intuitivos sobre los cuales los individuos tienen poco control consciente. La ética del comportamiento exige un modelo de ética en la educación que se centre no en modelar directamente un buen razonamiento ético, sino en la forma en que las personas piensan clara e imparcialmente sobre los problemas éticos.

### Justicia
Los investigadores de la ética del comportamiento han encontrado la relación entre las percepciones de justicia de los empleados y también el comportamiento ético y no ético. En la década de 1990, la justicia organizacional se convirtió en uno de los temas organizacionales más estudiados. Greenberg (1987) creó el término justicia organizacional para involucrar la percepción de los empleados de los eventos, políticas y prácticas organizacionales como justos o no justos. Se ha construido un trabajo clásico sobre justicia distributiva, justicia procesal y justicia interaccional. Esta investigación se ha centrado en el avance teórico y la comprobación empírica sobre la formación de juicios de justicia, así como el resultado de la evaluación de la justicia. La percepción de justicia e injusticia se ha relacionado con una amplia variedad de actitudes y comportamientos de los empleados que consisten en confianza, satisfacción, rotación y muchos comportamientos negativos formales opuestos, como el robo y los comportamientos poco éticos más comunes.

## Investigación
Hay experimentos que se pueden vincular a la ética del comportamiento. Tanto el dilema del tranvía como el dilema del Prisionero colocan a los individuos en situaciones de toma de decisiones que conllevan cuestiones éticas. En cada uno, se le pide a un individuo que tome una decisión que afecta a otra persona. En el dilema del prisionero entran en juego los principios de Reciprocidad y Cooperación, pero no todos los que participan se comportan de la misma manera. En el dilema del tranvía, un individuo tiene que elegir qué grupo de personas salvar. Ambos experimentos arrojan luz sobre cómo se comportan las personas cuando se enfrentan a dilemas éticos.

## El impacto de la ética del comportamiento
Si las empresas pueden utilizar los principios de la psicología del comportamiento para alterar el comportamiento del consumidor y, por lo tanto, aumentar las ventas, y los gobiernos pueden cambiar el comportamiento de las personas y, por lo tanto, promover el objetivo de la política utilizando esos mismos principios, entonces las personas pueden aplicar los principios relacionados de la ética del comportamiento para promover la ética en la empresa y en la sociedad.